# 古廉權
古廉權（1951年3月27日—），暱稱大馬古，足球教練，前馬來西亞國家足球隊成員。持有亞洲足球協會A級教練牌照，現為香港車路士足球學校技術總監。
古廉權曾代表馬來西亞參加1972年慕尼黑奧運會。其後曾任香港足球代表隊教練、香港快譯通足球隊和晨曦足球隊教練。2003年和2005年在香港足球明星選舉中榮獲“最佳教練”。
2013年3月，古廉權帶領北馬里亞納群島足球代表隊在2014年亞足聯挑戰盃資格賽中3戰全敗出局。